# Михайленко Валерій Володимирович
Валерій Володимирович Михайленко (8 квітня 1982 ) — український футболіст, який виступав на позиції захисника. По завершенні кар'єри став тренером.

## Біографія
Вихованець ДЮСШ кіровоградської «Зірки», де займався під керівництвом Вадима Даренка. Дебютував в основній команді кіровоградців у Вищій лізі 29 травня 1999 року, вийшовши на заміну на 76-й хвилині замість Станіслава Козакова у домашньому матчі проти сімферопольської «Таврії».Захищав кольори «Зірки» упродовж п'яти сезонів, у тому числі після вильоту команди до Першої ліги у 2000 році. Також виступав за «Зірку-2» у другому дивізіоні. Останню гру на професійному рівні провів у сезоні 2002/2003, у якому кіровоградський колектив став переможцем Першої ліги та повернувся до елітного дивізіону українського футболу.
Завершивши виступ, Михайленко став тренером. Тривалий час працював керівником науково-методичної групи у луганській «Зорі». Після виходу з команди головного тренера Юрія Вернидуба Михайленко продовжив працювати в його штабі в клубах «Шахтар» (Солігорськ), «Шериф» (Тирасполь) та «Кривбас» на посаді тренера-аналітика.

## Досягнення
- Переможець Першої ліги чемпіонату України: 2002/03